# Rybník v Trnávce
Rybník v Trnávce (též Trnávka) je rybník o rozloze 1,07 ha nalézající se na východním okraji obce Trnávka v okrese Pardubice. Rybník je propachtován a slouží pro chov ryb.

## Galerie

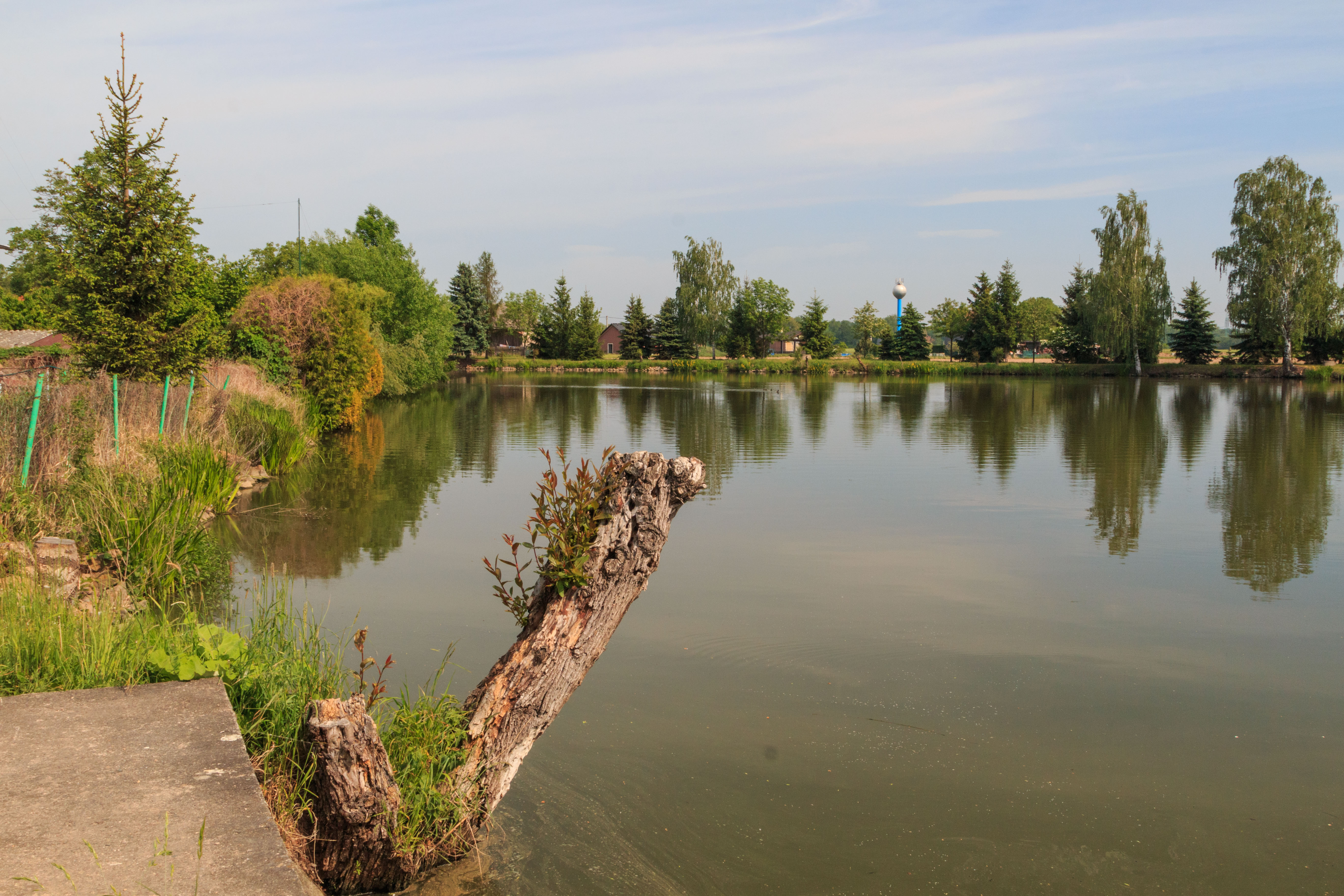
Rybník v Trnávce
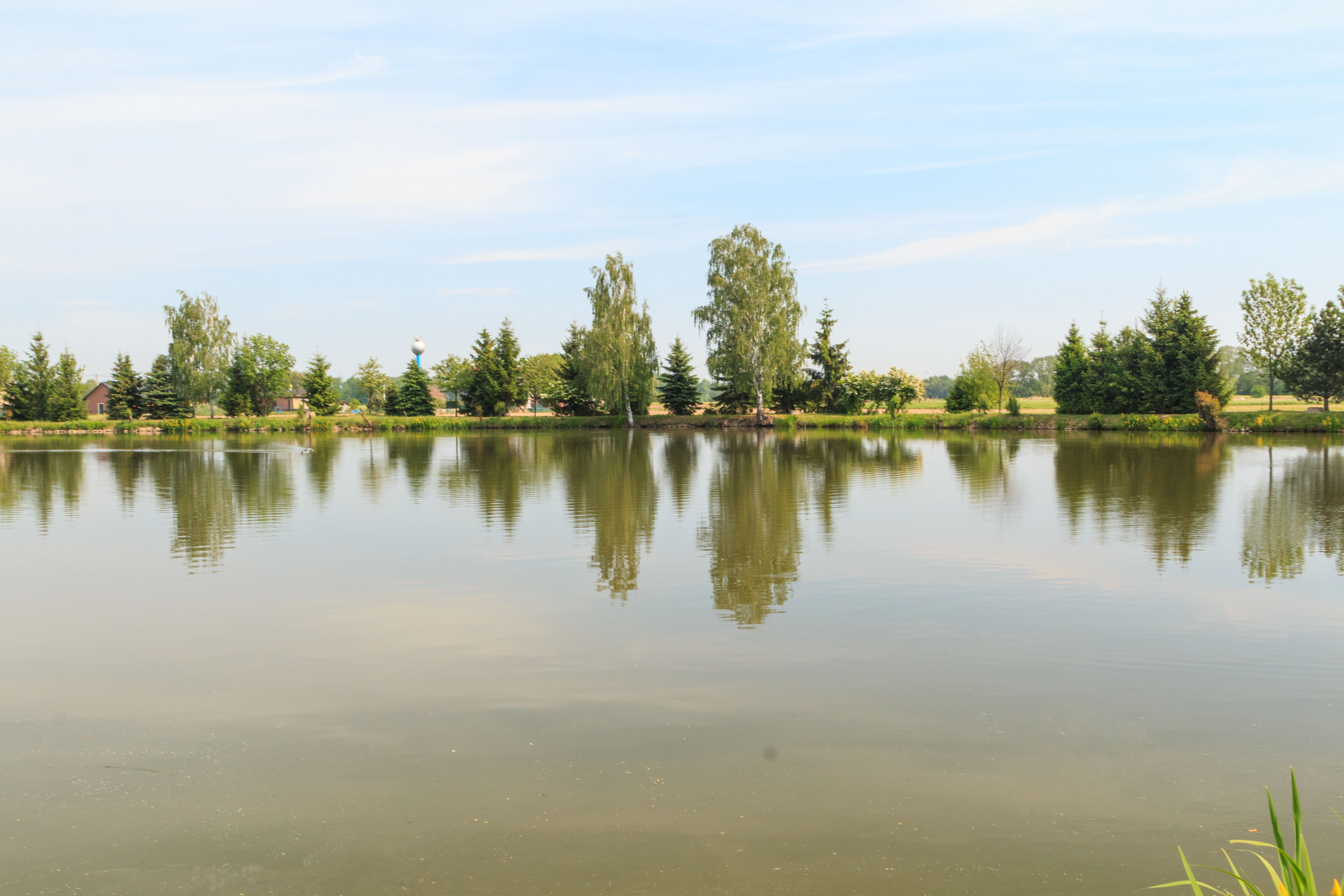
Rybník v Trnávce
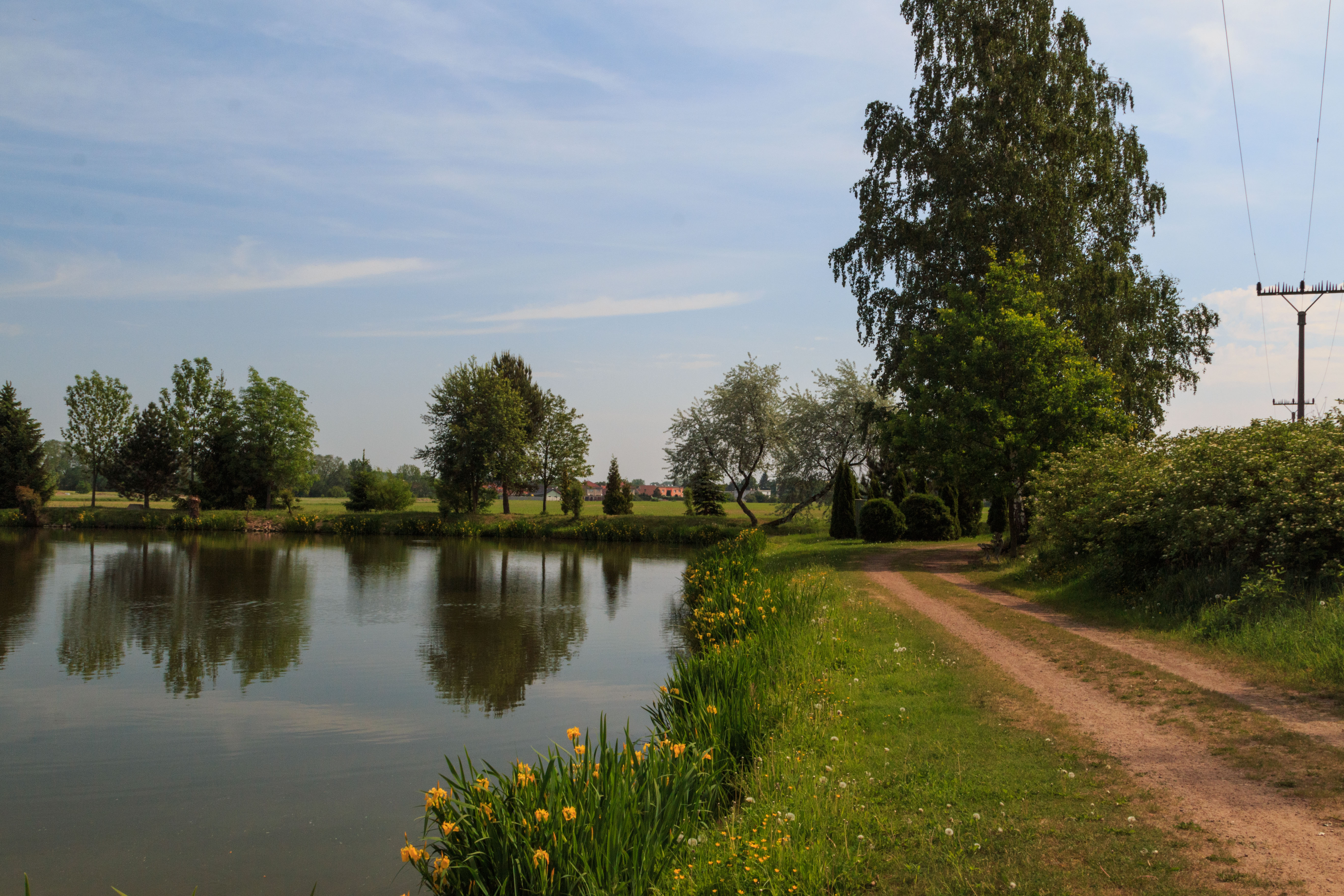
Rybník v Trnávce
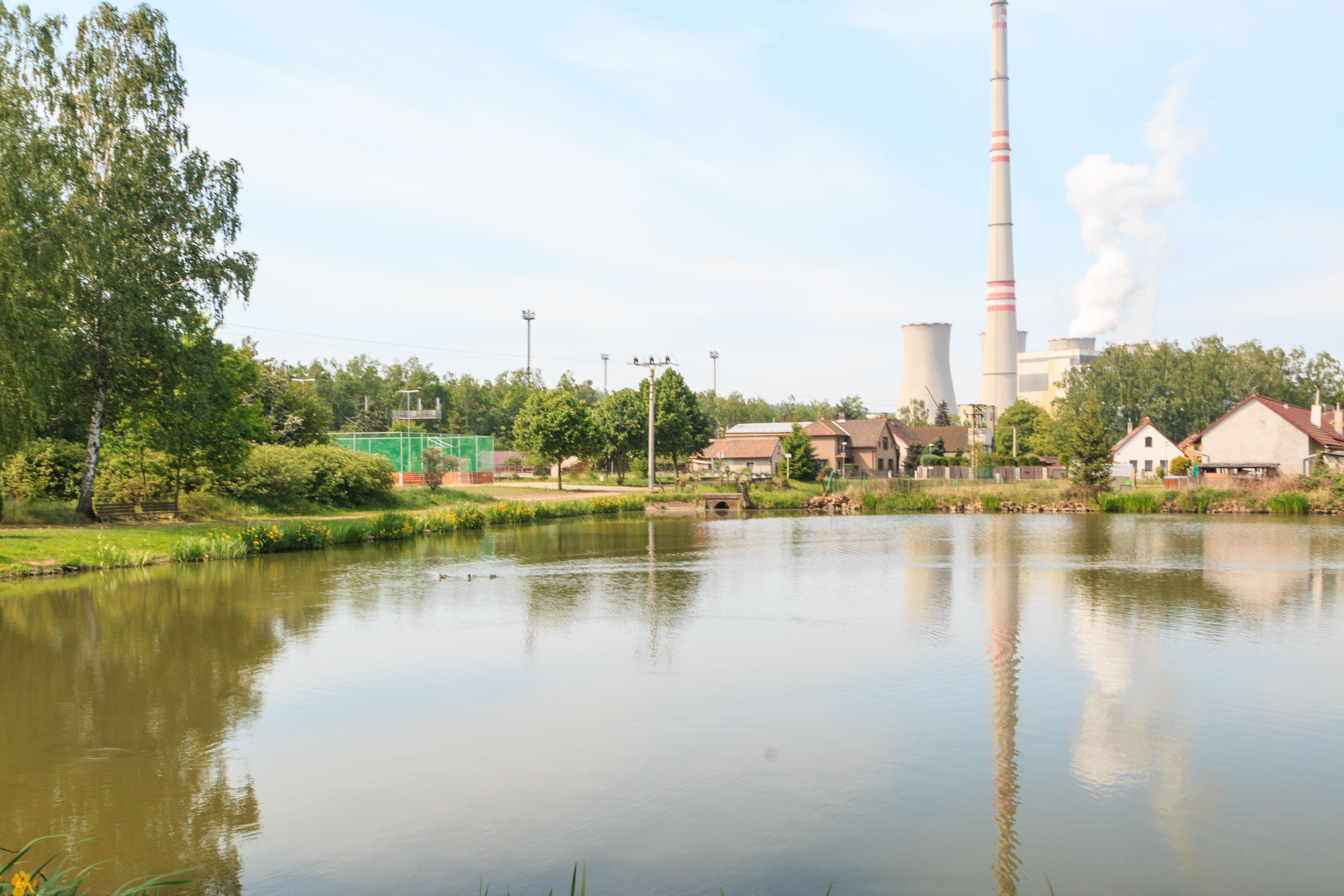
Rybník v Trnávce